# Lucky: No Time for Love
Lucky: No Time for Love ist ein Bollywood-Film aus dem Jahr 2005. Der Film wurde in Russland gedreht.

## Handlung
Die 17-jährige Lucky (Sneha Ullal) wohnt mit ihrer Familie in Sankt Petersburg/Russland, weil ihr Vater an der indischen Botschaft arbeitet. Eines Tages wird sie auf dem Weg zur Schule von einem jungen Mann angegriffen, der sie in seinen Wohnwagen zu schleppen versucht. Es gelingt ihr zu fliehen, und sie versteckt sich in einem auf der Straße geparkten Auto, das Aditya Sekhri (Salman Khan) – dem Sohn des indischen Botschafters – gehört. Erst an einer Grenzkontrolle bemerkt er seine Begleiterin. Plötzlich greifen Rebellen den Kontrollpunkt an, Aditya und Lucky fliehen. Nun muss Aditya das Mädchen nach Hause bringen, aber es entstehen immer wieder Schwierigkeiten: Lucky wird krank und braucht einen Arzt, Adi gibt sein ganzes Geld aus, und sein Auto opfert er auch, eine Festnahme droht ihnen. Die Situation in Russland wird gefährlich, und Inder müssen das Land verlassen. Der Botschafter beauftragt Colonel Pindi Das Kapoor (Mithun Chakraborty), Aditya und Lucky zu finden.

## Trivia
- Die Rolle von Lucky wurde zuerst Riddhima Kapoor – der Tochter von Rishi Kapoor und Neetu Singh – angeboten. Ihre Eltern haben abgesagt, weil Riddhima 2006 einen Industriellen aus Delhi heiraten musste.

- Sneha Ullals Eltern ließen sie nach Russland, nur weil sie in den guten Händen von Salman Khan war.

## Musik
Komponiert wurde der Soundtrack von Adnan Sami.
| # | Titel                      | Sänger                         | Länge |
| - | -------------------------- | ------------------------------ | ----- |
| 1 | "Chori Chori"              | Alka Yagnik, Sonu Nigam        | 05:24 |
| 2 | "Jaan Meri Jaa Rahi Sanam" | Udit Narayan, Anuradha Paudwal | 05:44 |
| 3 | "Sun Zara"                 | Sonu Nigam                     | 06:06 |
| 4 | "Lucky Lips"               | Asha Bhosle                    | 05:12 |
| 5 | "Shayad Yahi To Pyar Hai"  | Adnan Sami, Lata Mangeshkar    | 06:27 |
| 6 | "Sun Zara" (Ver.2)         | Adnan Sami                     | 06:07 |
| 7 | "Hum Deewane"              | Sonu Nigam, Anuradha Paudwal   | 05:04 |
| 8 | "Lucky Lips" (Bulsoi Mix)  | Asha Bhosle                    | 4:48  |
| 9 | "Sun Zara" (Instrumental)  | -                              | 3:42  |